# Пепперелл, Уильям

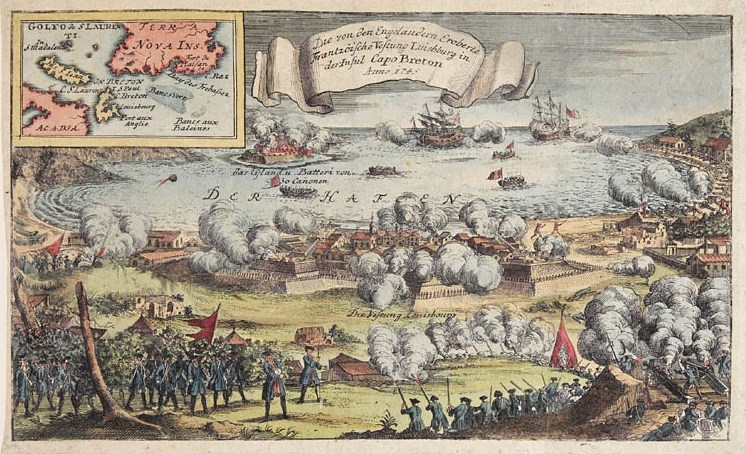
Осада Луисбурга

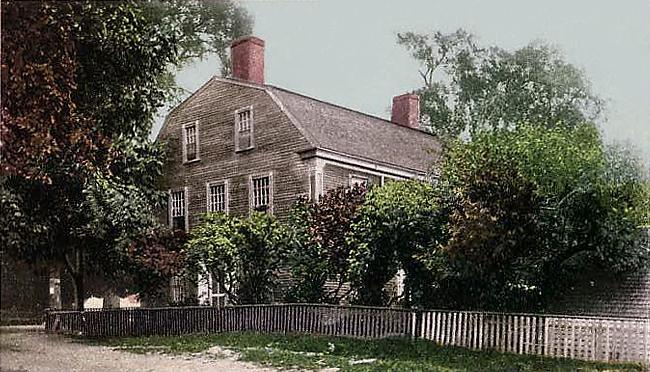
Дом Уильяма Пепперелла (открытка 1905 г.)

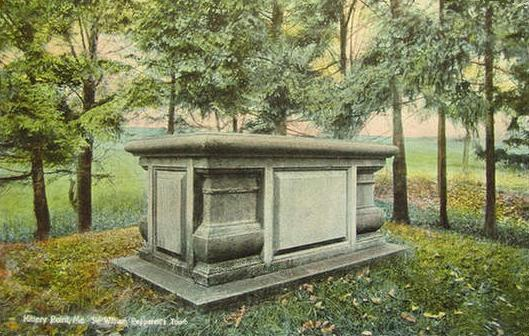
Могила Уильяма Пепперелла

Уильям Пепперелл (англ. William Pepperrell; 27 июня 1696 — 6 июля 1759) — торговец и военный деятель в британской колонии Массачусетс-Бэй. Организовал и финансировал нападение на французскую крепость Луисбург во время войны короля Георга.

## Биография
Уильям Пепперелл родился в Киттери, части британской колонии Массачусетс-Бэй, в семье английского переселенца валлийского происхождения. Его отец, Уильям Пепперел начав свою карьеру учеником рыбака смог построить бизнес, он занимался кораблестроительством и рыболовством. Матерью Пепперела была Марджери Брей, дочь зажиточного торговца в Киттери. Молодой Уильям Пепперел значительно расширил бизнес отца, став одним из богатейших людей в Новой Англии. Пепперел владел значительным торговым флотом и поставлял в Европу древесину, рыбу и другие продукты из Северной Америки. Заработанные средства он вкладывал в землю и вскоре стал владельцем огромных территорий.
В молодости Пепперелл присоединился к колониальному ополчению, в 1717 году он стал капитаном, а в 1726 году полковником. Женился на внучке Сэмюэла Сьюела, влиятельного судьи из Бостона.
Заседал в законодательном собрании Массачусетса (1726–1727). С 1727 вплоть до своей смерти в 1759 году работал в совете губернатора, который возглавлял в течение 18 лет. Несмотря на отсутствие юридического образования Пепперелл председательствовал в суде по гражданским делам с 1730 до 1759.

## Война короля Георга
Во время войны за Австрийское наследство и её северо-американской части войне короля Георга, Уильям Пепперелл был одним из первых кто предложил экспедицию против французской крепости Луисбург, столицы колонии Иль-Руаяль. Он собрал добровольцев, финансировал и обучал войска в той компании. После высадки войск на острове Кейп-Бретон Пепперелл возглавил операцию на суше. Гарнизон Луисбурга, в результате шестинедельной осады вынужден была капитулировать. На 1745 год крепость была самым укреплённым прибрежным сооружением в Северной Америке.
Взятие Луисбурга широко праздновалось по всей Новой Англии. В 1746 году король Георг II пожаловал Пеппереллу титул баронета, а также произвёл его в полковники британской армии с правом сформировать свой пехотный полк (до этого он был полковником Массачусетского ополчения). Он стал первым полковником британской армии, который родился в Новой Англии.
Уильям Пепперелл, сын ученика рыбака Уильяма Пепперела, добился положения в обществе, получил дворянский титул, а в 1749 году был принят королём Георгом II в Лондоне.
В 1755 году, во время франко-индейской войны, Уильям Пепперел был произведён в генерал-майоры его назначили ответственным за оборону Мэна и Нью-Гэмпшира. Под его начальством были сформированы и обучены два пехотных полка, 50-й (Ширли) и 51-й (Пепперелл). Впрочем оба полка приняли участие в крайне неудачной для британцев компании возле озера Онтарио. Войска заняли три форта, но были осаждены французами и в конечном итоге сдались. Многих из попавших в плен убили индейские союзники французов. Оба полка были расформированы и впоследствии не восстанавливались.
Между мартом и августом 1757 года Пепперелл был губернатором Массачусетса. В 1759 году он получил звание генерал-лейтенанта британской армии, первый из родившихся в Америке кто получил такое звание, впрочем Пепперелл уже не мог руководить армией, он оставался в своём доме до своей смерти в 1759 году.